# Song Hongbing
Song Hongbing (chiń. 宋鸿兵) – chiński ekonomista. Autor głośnych książek z cyklu „Wojna o pieniądz” (货币战争, pinyin. Huòbì zhànzhēng).
W pierwszej z nich opisał historię powstania obecnego systemu monetarnego, opartego na długu, oraz systemu finansowego z bankiem centralnym jako wyłącznym emitentem pieniądza.
W pierwszej części wspomnianej książki trafnie przewidział kryzys spowodowany m.in. kredytami hipotecznymi subprime na rynku Stanów Zjednoczonych w 2007 roku.

## Wydano
1. (货币战争：阴谋天下, 2007), ang. Currency Wars I: Currency Warfare – w Polsce w 2010 (ISBN 978-83-60562-45-1), pod tytułem [Wojna o pieniądz: Prawdziwe źródła kryzysów finansowych
2. (货币战争 2: 金权天下, 2009), ang. Currency Wars II: The Power of Gold – w Polsce w 2011 (ISBN 978-83-60562-52-9), pod tytułem Wojna o pieniądz 2: Świat władzy pieniądza
3. (货币战争 3: 金融高边疆, 2011)
4. (货币战争 4: 战国时代, 2011), ang. Currency Wars IV: Age of the Warring States – w Polsce w 2016, pod tytułem Wojna o pieniądz 3: Epoka walczących królestw (ISBN 978-83-60562-95-6)
5. (货币战争 5, 山雨欲来, 2014), ang. Currency Wars V: The Coming Rain – w Polsce w 2018 pod tytułem Wojna o pieniądz 4: Cisza przed burzą (ISBN 978-83-65842-09-1)
6. w Polsce wydano w 2020 Wojna o pieniądz 5: Decydujące starcie (ISBN 978-83-6584-227-5)